# Maardu
Maardu est une ville et une municipalité de la région du Harjumaa en Estonie. Elle est située au bord du golfe de Finlande et fait partie de l'aire urbaine de Tallinn.

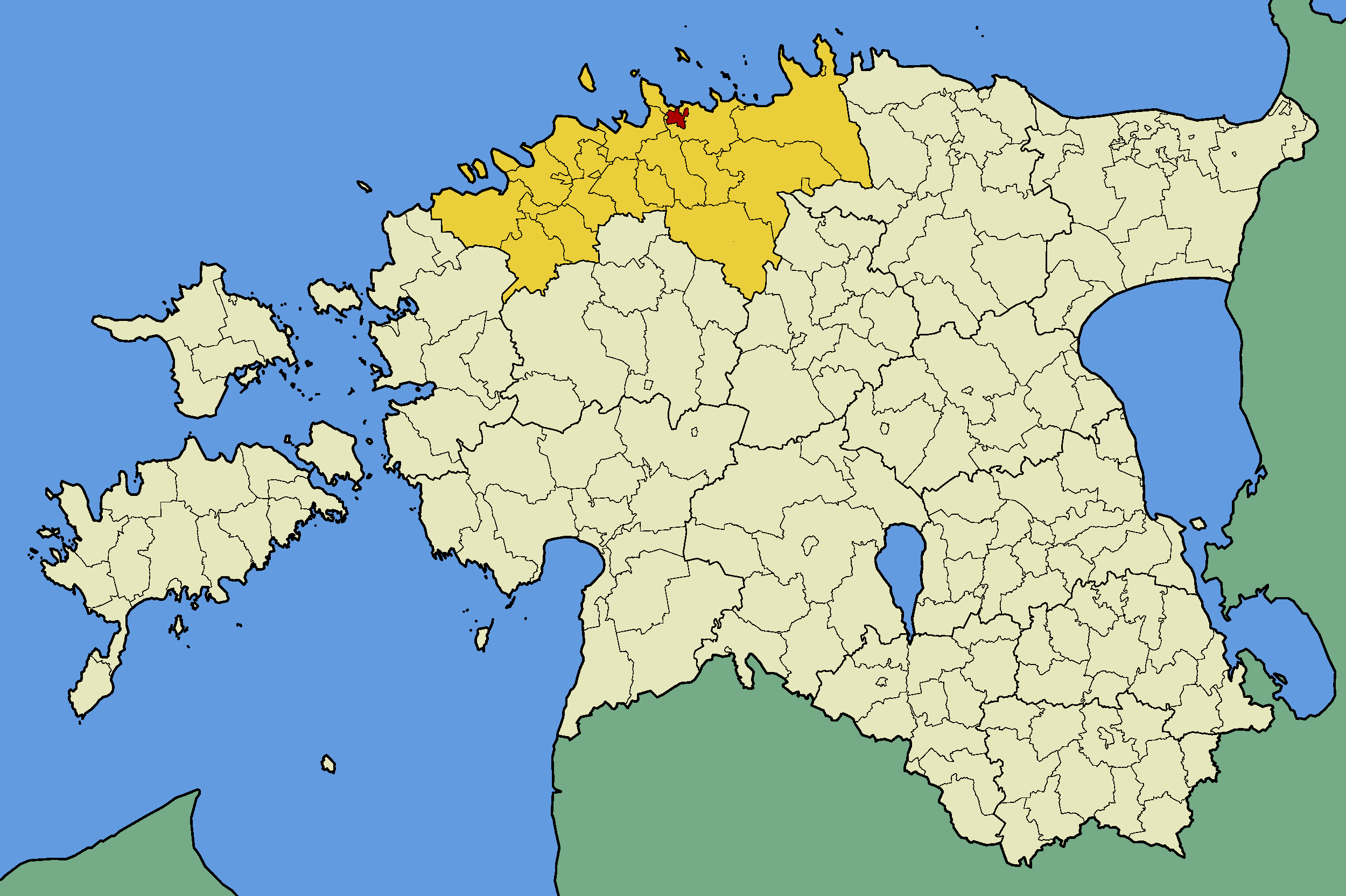
Commune de Maardu (rouge)
dans le Harjumaa (jaune).

## Géographie
La ville de Maardu est située à 15 kilomètres de Tallinn sur la côte de la baie de Muuga qui fait partie du golfe de Finlande.
Ses frontières s'étendent du lac Maardu à la rivière Pirita.
Maardu borde les communes de Viimsi et Jõelahtme.
Maardu est à 25 mètres d'altitude.

## Histoire
Kallavere a été mentionné pour la première fois en 1241, il existe des archives de l'ancien village de Kroodi datant de 1397. À l'ancien emplacement de ces villages, se trouve la partie principale de l'actuelle Maardu. Le village de Kroodi n'existe plus aujourd'hui. Le village de Kallavere est actuellement situé au nord-est de Maardu, il entièrement à la zone de conservation du patrimoine de Rebala.
Maardus est devenu une colonie industrielle grâce à l'extraction de phosphorite. L'exploitation minière a commencé dans le village d'Ülgase dès les années 1920. En 1939, l'usine et les carrières estoniennes de phosphorite ont été établies à Maardu, où des camps de concentration allemands étaient situés dans la zone du gisement de phosphorite pendant la Seconde Guerre mondiale.
L'usine chimique de Maardu produisait, entre autres, des engrais à base de phosphorite. Elle a pollué l'environnement dans une très large mesure. Les vapeurs de soufre émises par les cheminées des usines au-dessus de la ville étaient particulièrement nocives, et corrodaient même les vitres. Considérant cela, la nouvelle zone résidentielle a été construite un peu plus loin, sur les anciennes terres du village de Kallavere, où il y avait très peu de maisons auparavant. En 1951, Maardu a reçu les droits de canton et le 17 juillet 1980, les droits de ville.
Le territoire de Maardu faisaient administrativement partie de Tallinn de 1963 à 1991. Maardu est devenue une ville indépendante en novembre 1991.

## Transports
L'aéroport de Tallinn est à 15 kilomètres.
La  route Tallinn-Narva   (route de Saint-Pétersbourg) traverse Maardu.
Le port de Muuga est situé à Maardu.
Dans les années 2001-2019, la ligne de bus Maardu-Tallinn était desservie par AS Temptrans, en juillet 2019, AS SEBE a commencé à desservir les lignes de bus Tallinn-Maardu et Tallinn-Viimsi.
Des plans ont été élaborés pour prolonger la ligne de tramway de Tallinn de Lasnamäe jusqu'à Maardu.

## Population
Elle a 17 054 habitants(01.01.2012) et sa superficie est de 22,76 km2.
| 1990   | 2001   | 2005   | 2010   | 2015   |
| ------ | ------ | ------ | ------ | ------ |
| 16 180 | 18 060 | 17 780 | 17 290 | 17 141 |

| 2020   | 2024   | - | - | - |
| ------ | ------ | - | - | - |
| 15 445 | 17 017 | - | - | - |

Sa population est russophone à 80 %, les Estoniens de souche représentaient 20 % de la population sur les 16 529 habitants au recensement de 2010.

## Industrie
La ville était connue à l'époque de l'URSS pour son combinat chimico-industriel, dénommé « Estonophoshorite », fermé après l'indépendance de l'Estonie.

## Monuments
- Église orthodoxe Saint-Michel
- Église luthérienne

## Enseignement
Il existe deux écoles secondaires russes et une école secondaire estonienne.

## Jumelages
La ville de Maardu est jumelée avec :
| Ville | Ville             | Pays | Pays       | Période                   |
| ----- | ----------------- | ---- | ---------- | ------------------------- |
|       | Białogard         |      | Pologne    |                           |
|       | Bijelo Polje      |      | Monténégro |                           |
|       | Elektrėnai        |      | Lituanie   |                           |
|       | Jēkabpils         |      | Lettonie   |                           |
|       | Kallaste City (d) |      | Estonie    |                           |
|       | Myrhorod          |      | Ukraine    |                           |
|       | Oulan-Bator       |      | Mongolie   |                           |
|       | Prince George     |      | Canada     |                           |
|       | Sihanoukville     |      | Cambodge   |                           |
|       | Tchornomorsk      |      | Ukraine    |                           |
|       | Vanadzor,         |      | Arménie    | depuis le 25 octobre 2007 |

## Galerie

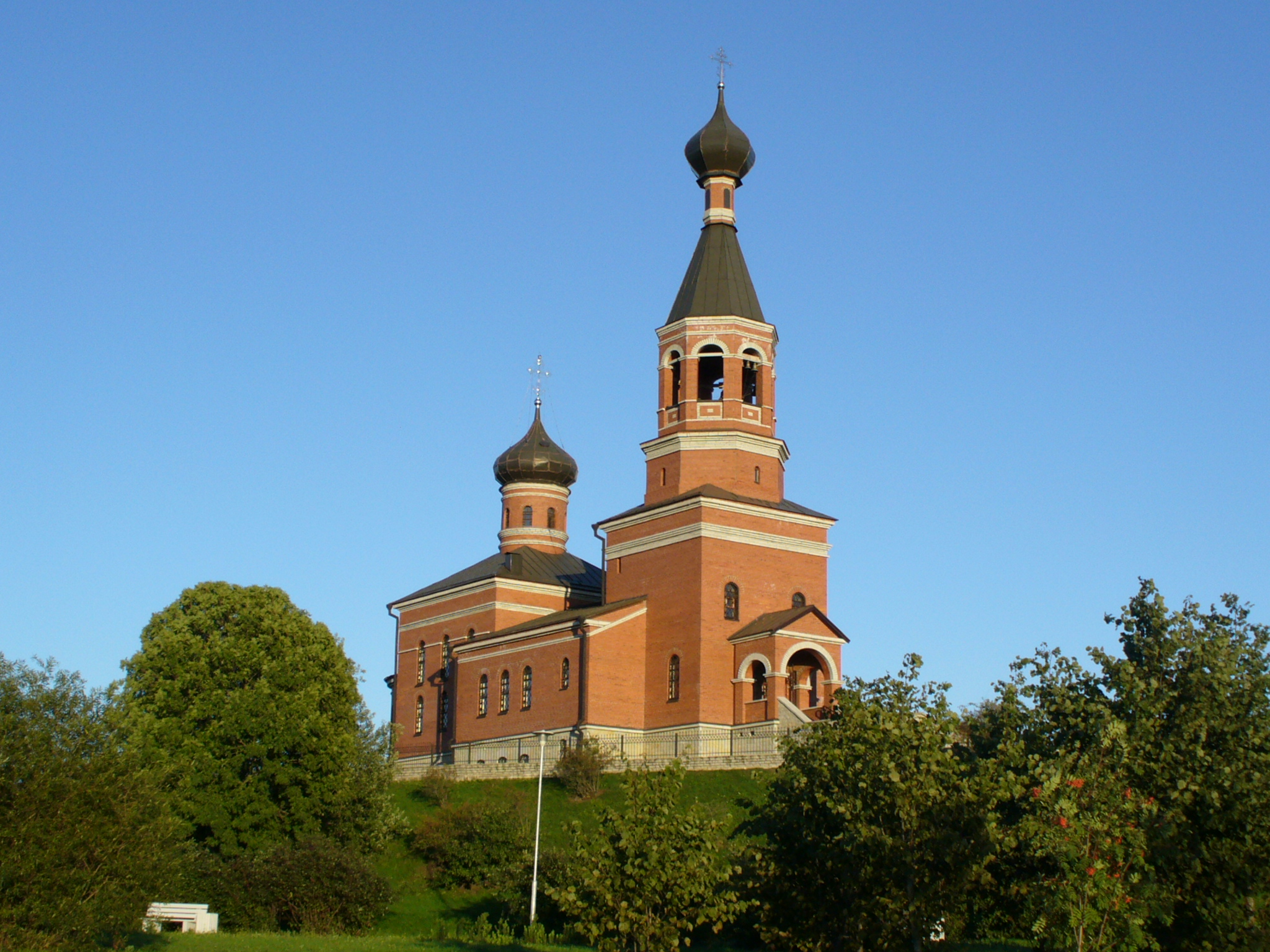
Église orthodoxe de Maardu.
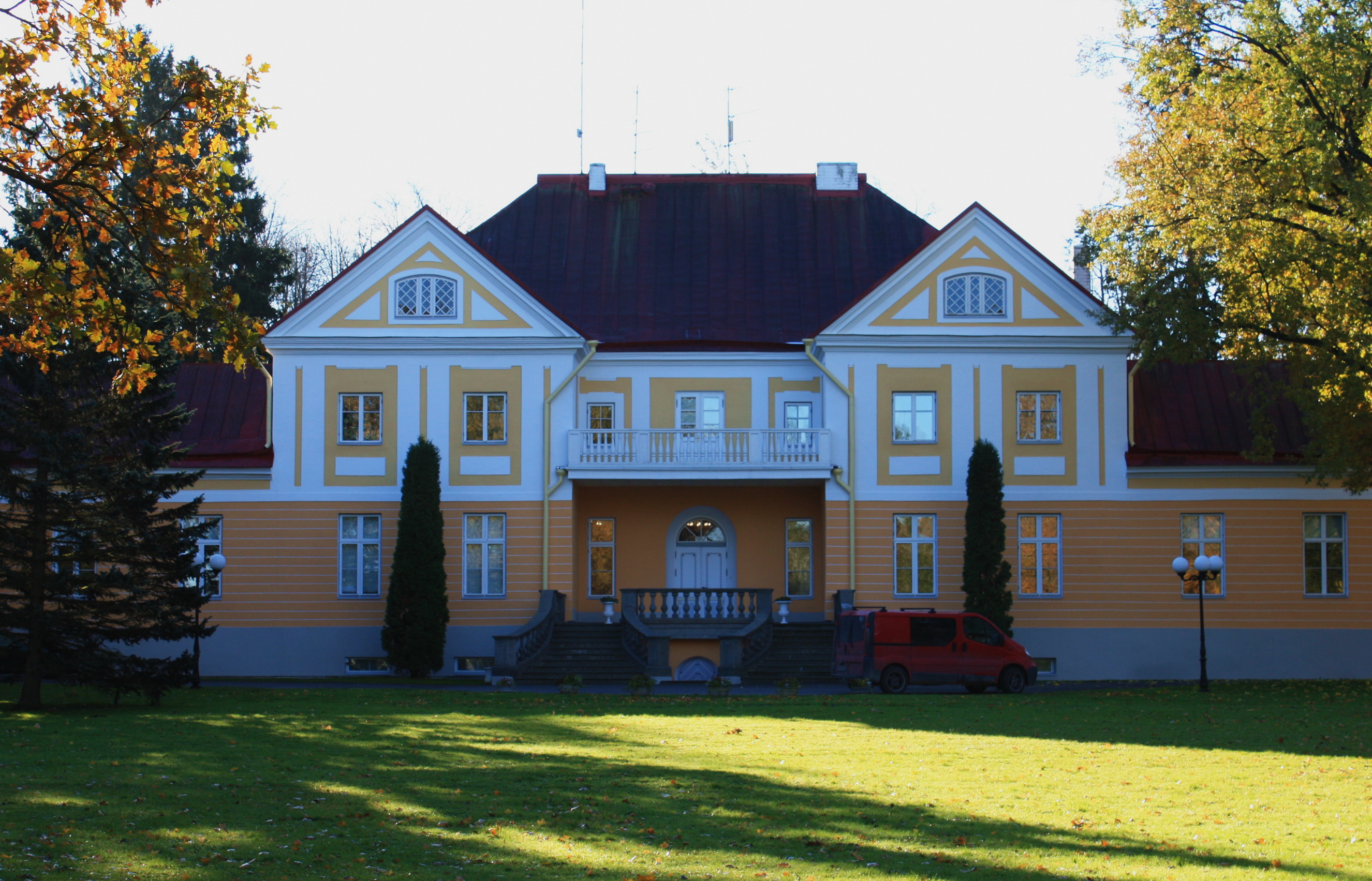
Manoir de  Maardu.
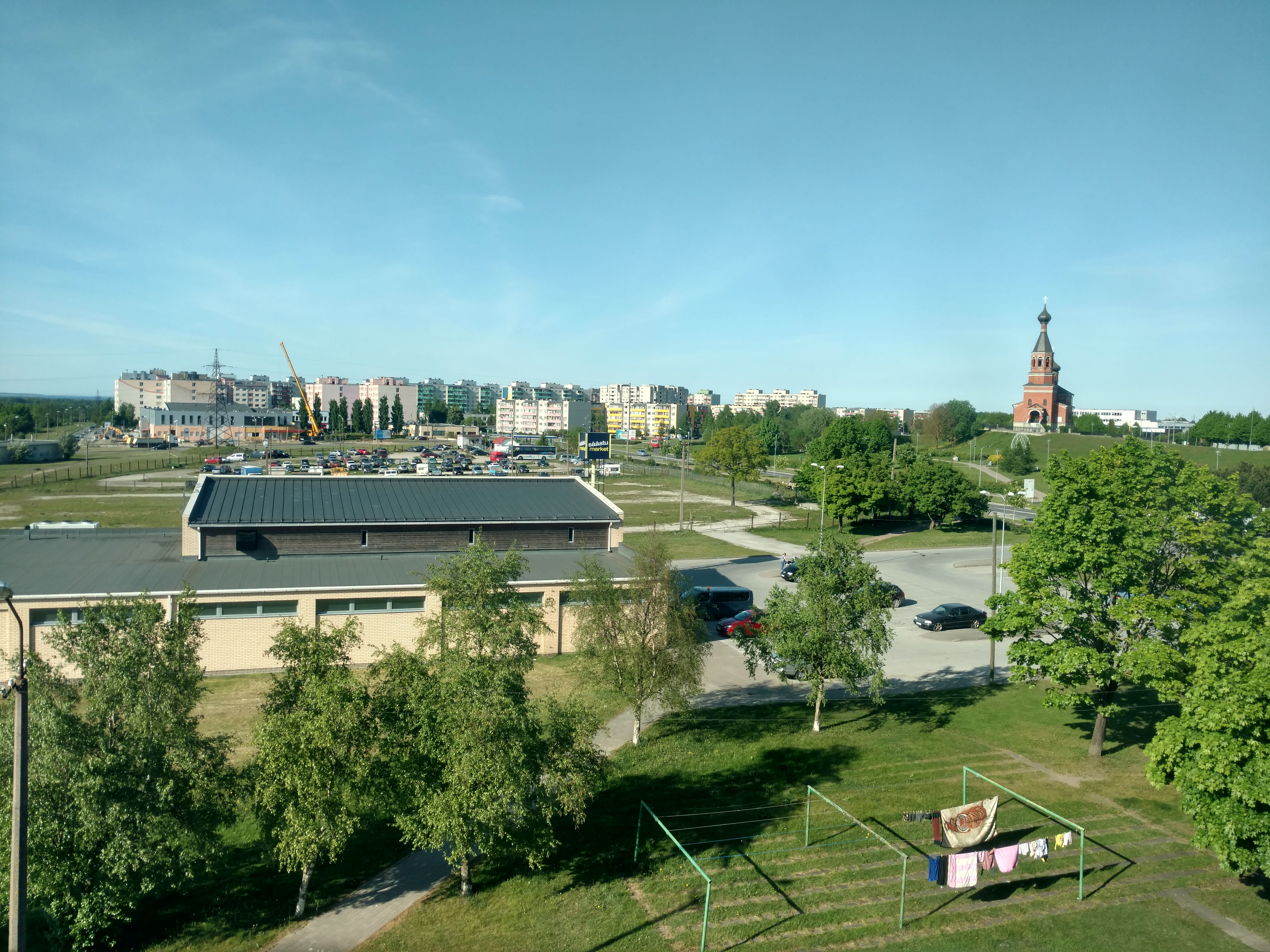
Bâtiments de Maardu.
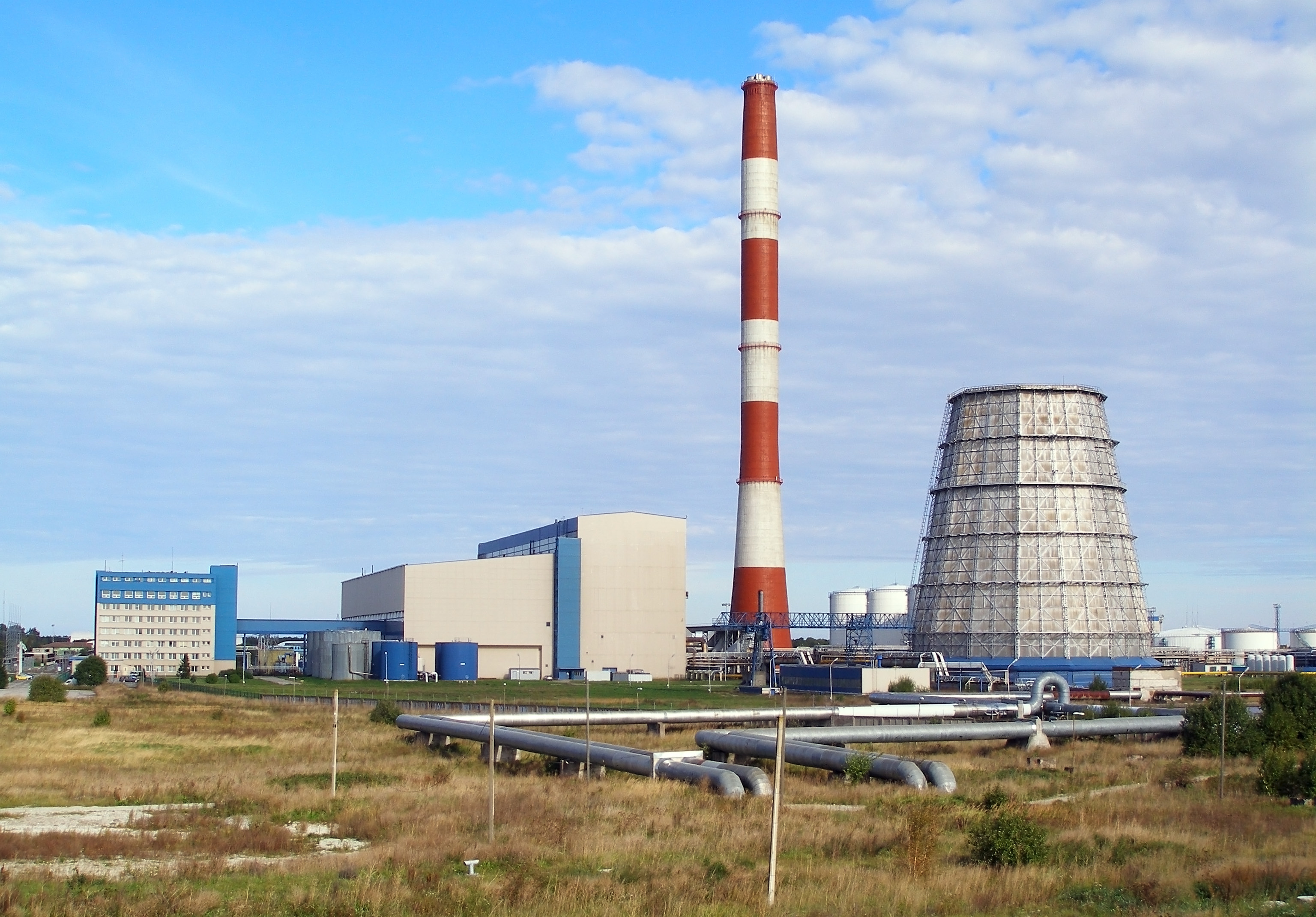
Centrale électrique d'Iru.
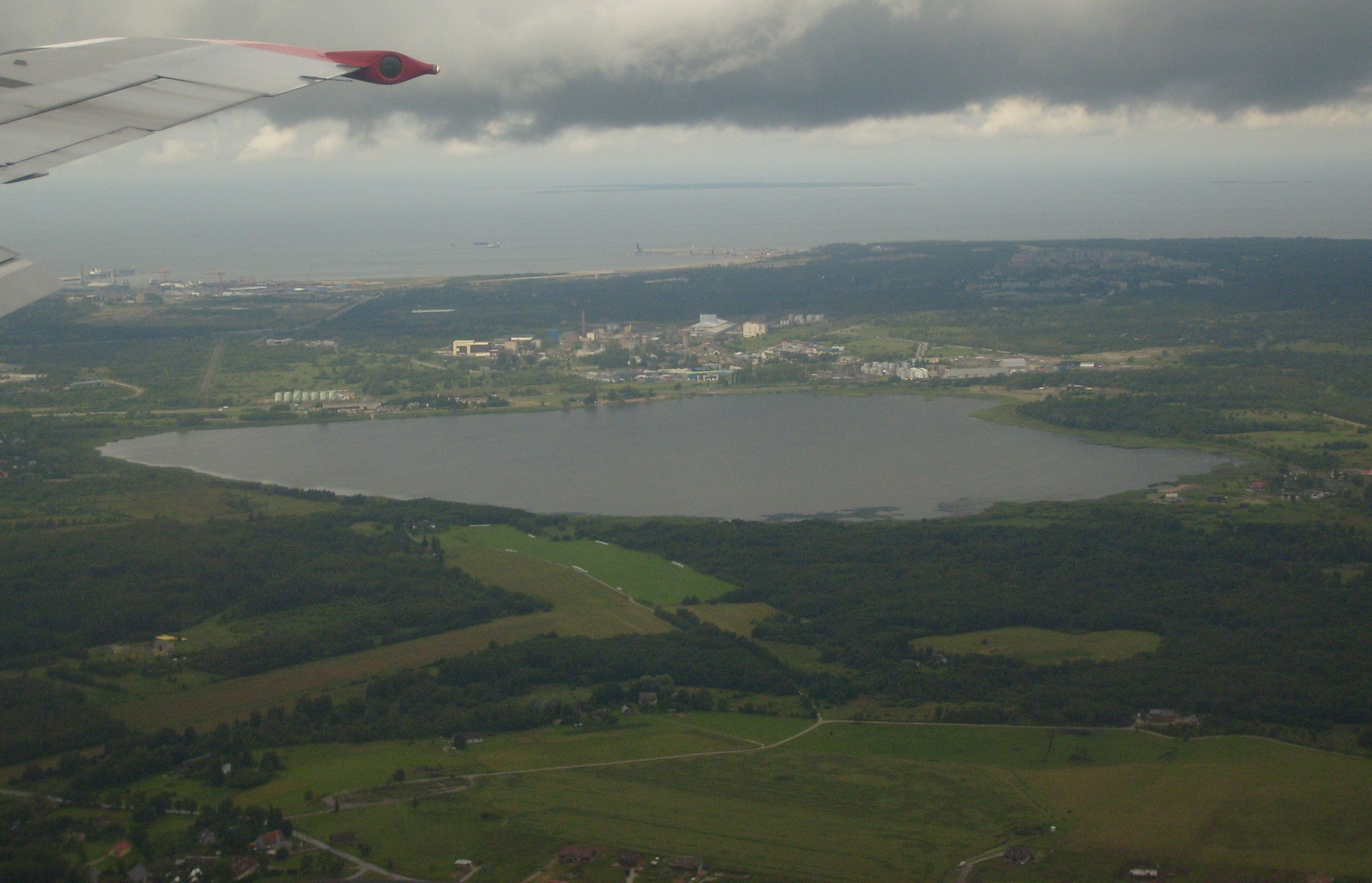
Le lac Maardu.